# Budynek Szkoły Podstawowej nr 3 im. ks. Franciszka Blachnickiego w Tarnowskich Górach
Budynek Szkoły Podstawowej nr 3 im. ks. Franciszka Blachnickiego w Tarnowskich Górach (tzw. Szkoła Parkowa, niem. 1939–1945 Adolf-Hitler-Schule) – gmach wybudowany w latach 1929–1932 w Tarnowskich Górach, wpisany do rejestru zabytków nieruchomych województwa śląskiego, mieszczący współcześnie szkołę podstawową.

## Lokalizacja
Budynek szkoły znajduje się w dzielnicy Śródmieście-Centrum miasta Tarnowskie Góry, na zachodnim skraju zabytkowego śródmieścia, po wschodniej stronie ulicy Stanisława Wyspiańskiego.

## Historia

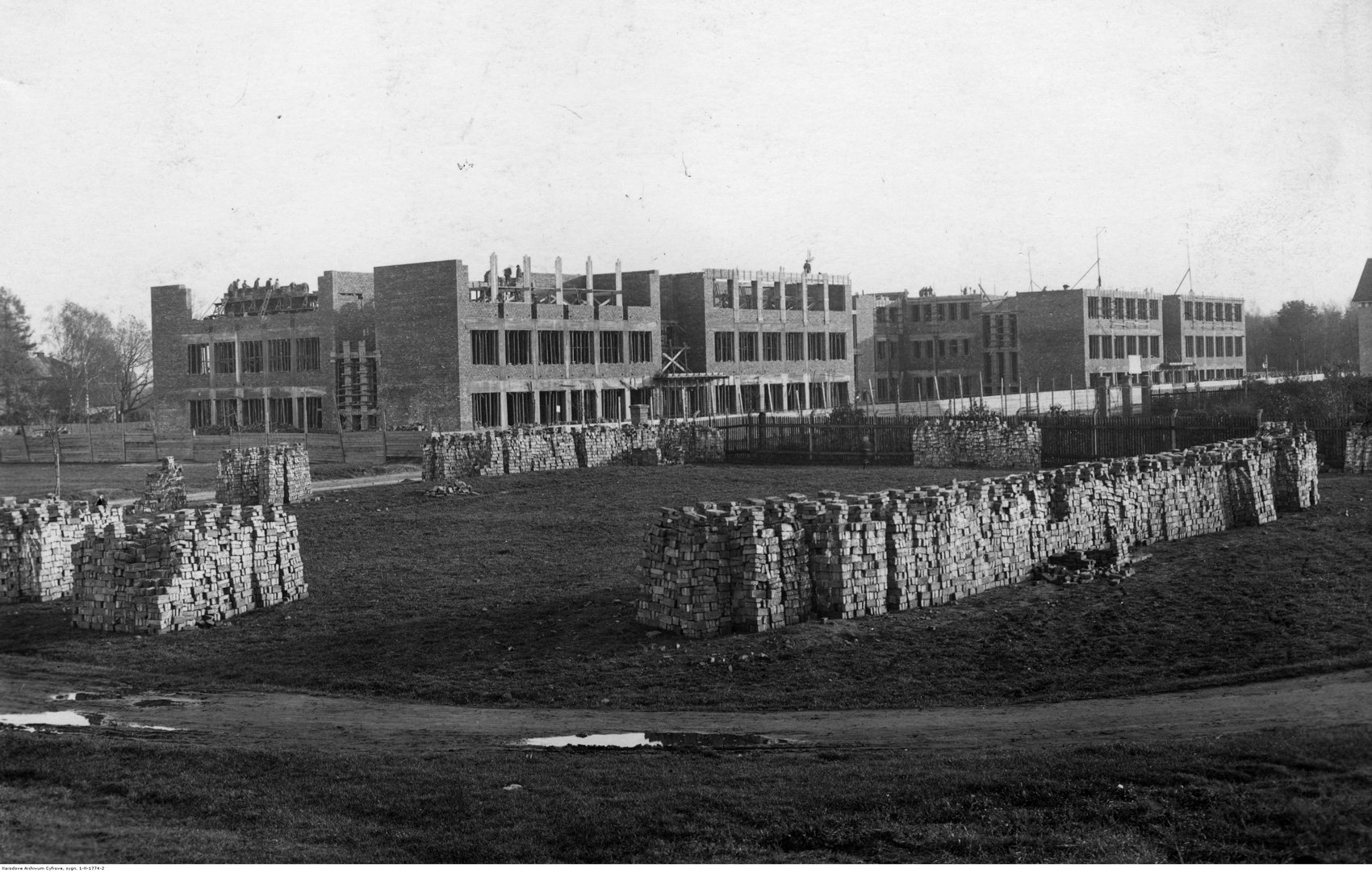
Początek budowy szkoły (1929)

Jedną z pierwszych szkół powszechnych w Tarnowskich Górach była Katolicka Szkoła Powszechna nr 2 Żeńska, która początkowo mieściła się w budynku przy ul. Zamkowej 3-5 w ścisłym centrum miasta. Miała ona jednak tylko 14 sal lekcyjnych, była więc zbyt mała w stosunku do wzrastających potrzeb. Z tego powodu tarnogórska rada miejska podjęła 5 listopada 1928 roku decyzję o budowie nowego, 32-klasowego gmachu szkolnego na zakupionej na ten cel dużej działce przy ul. Parkowej (obecnie ul. Stanisława Wyspiańskiego) w pobliżu parku miejskiego, stąd szkoła ta często nazywana była i jest „szkołą parkową”.
Budowa obiektu według projektu Martina Stefke, pod nadzorem miejskiego budowniczego Wiktora Warzechy, rozpoczęła się w grudniu 1929 i trwała niecałe 3 lata. Wykonawcą prac była firma Kaspara Jastrzembskiego z Tarnowskich Gór. Otwarcie nowej placówki nastąpiło 31 października 1932 roku i brał w nim udział m.in. wojewoda Michał Grażyński. Szkole nadano nazwę Katolicka Szkoła Powszechna nr 2 Żeńska im. Królowej Jadwigi. Oprócz niej w budynku swoje pomieszczenia miały również Szkoła Powszechna Specjalna nr 6 oraz Publiczna Szkoła Powszechna nr 5 dla Mniejszości Językowej Niemieckiej, która w roku szkolnym 1937/1938 przeniesiona została do budynku Szkoły Powszechnej nr 1 przy ulicy Jana III Sobieskiego.
W 1935 roku ze Szkoły Powszechnej nr 2 wyodrębniono Publiczną Szkołę Powszechną nr 4 Żeńską, zaś ze Szkoły Powszechnej nr 1 przy ulicy Sobieskiego – Publiczną Szkołę Powszechną nr 3 Męską. Ta druga we wrześniu 1937 roku przeniesiona została do budynku przy ul. Parkowej, w wyniku czego znalazły się w nim w sumie cztery szkoły.

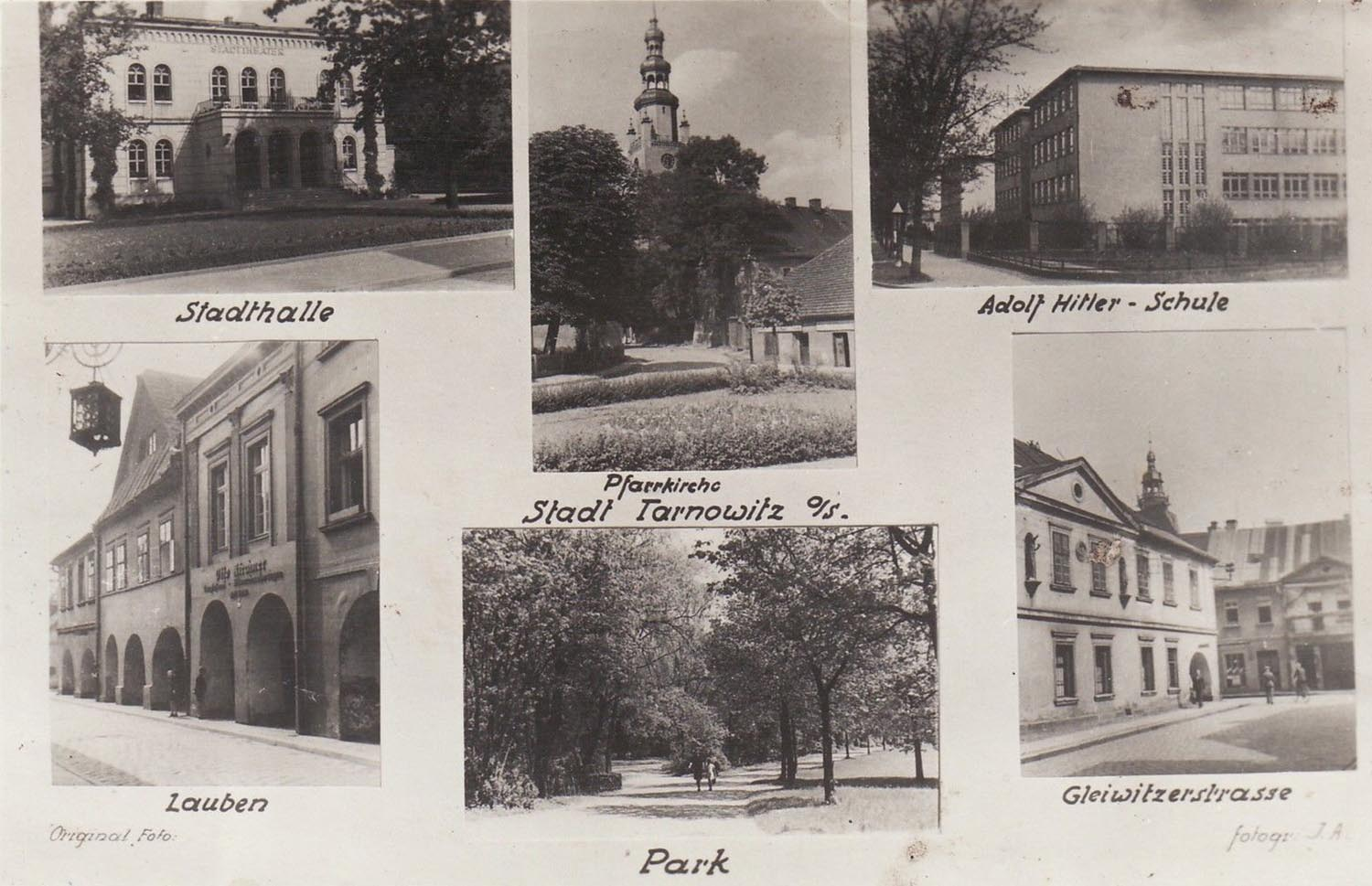
Niemiecka pocztówka z Tarnowskich Gór z 1944 roku. Budynek szkoły (wówczas Adolf-Hitler-Schule) w prawym górnym roku

We wrześniu 1939 roku budynek przejęty został przez władze niemieckie, a szkole nadano nazwę Adolf-Hitler-Schule (pol. 'szkoła im. Adolfa Hitlera'). W części budynku umieszczono szpital wojskowy, zaś pod koniec wojny na terenie boisk zbudowano schrony i rowy przeciwlotnicze. 
Po wojnie budynek wyremontowano. W 1954 roku uruchomiony został radiowęzeł. W roku szkolnym 1962/1963 szkoła stała się placówką koedukacyjną, natomiast w 1965 Szkołę Specjalną nr 6 przeniesiono do nowo wybudowanego budynku przy ul. Strzelców Bytomskich. W 1972 roku, krótko po otwarciu nowego budynku szkolnego w dzielnicy Osada Jana, Szkoła Podstawowa nr 4 została zlikwidowana. Od tego momentu w budynku znajdują się już tylko dwie szkoły: Szkoła Podstawowa nr 2 (w bloku północnym) i Szkoła Podstawowa nr 3 (w bloku południowym). Rok później Szkoła Podstawowa nr 3 zyskała imię działacza komunistycznego, Aleksandra Zawadzkiego. W 1983 roku miał miejsce pierwszy od 1946 roku remont generalny budynku.
W 1990 roku z nazwy Szkoły Podstawowej nr 3 usunięto komunistycznego patrona, z kolei Szkole Podstawowej nr 2 nadano 19 listopada 1993 roku imię zmarłego wieloletniego nauczyciela tej szkoły, prof. Władysława Babireckiego.
W roku szkolnym 1999/2000 w wyniku reformy edukacji, Szkoła Podstawowa nr 2 przekształcona została w Publiczne Gimnazjum nr 2 Sportowe.
W czerwcu 2012 roku patronem Szkoły Podstawowej nr 3 został ks. Franciszek Blachnicki.
We wrześniu 2017 roku wskutek reformy systemu oświaty Publiczne Gimnazjum nr 2 Sportowe zostało włączone do Szkoły Podstawowej nr 3, tworząc jednolitą ośmioklasową Szkołę Podstawową nr 3 im. ks. Franciszka Blachnickiego.

## Architektura

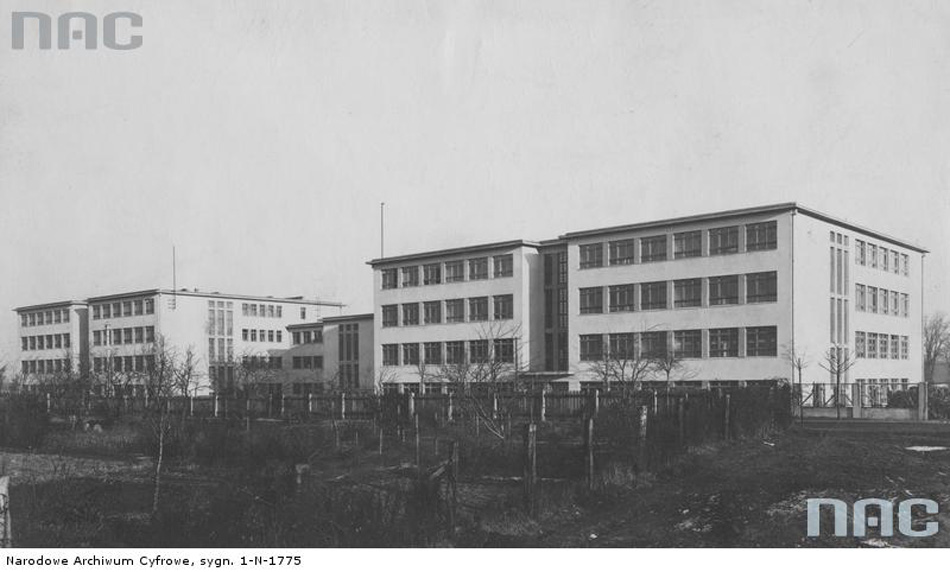
Budynek szkoły krótko po ukończeniu budowy (1932)

Budynek stanowi przykład wczesnego zastosowania modernistycznej formy architektonicznej inspirowanej działalnością Bauhausu. Kształt jego żelbetowej konstrukcji sprowadzony został do geometrycznych form z zachowaniem klasycystycznego wyczucia. Został założony na symetrycznym rzucie, zbudowany z trzech potężnych bloków nakrytych płaskimi dachami, z których blok środkowy jest niższy i cofnięty względem bloku północnego i południowego. W tylnej części budynku znajdują się duże tarasy na dachach sal gimnastycznych.
Pierwotnie wnętrza mieściły 5 obszernych klatek schodowych, 2 sale gimnastyczne o wysokości 7 metrów, przy których znajdowały się po 2 szatnie i natryski, 30 sal lekcyjnych, 3 pracownie, 2 sale rysunkowe, 8 sal do nauczania o gospodarstwie domowym, 14 pomieszczeń na pomoce szkolne, 2 kuchnie i 2 stołówki, 2 kancelarie, 2 pokoje nauczycielskie i 2 mieszkania dla nauczycieli oraz 2 gabinety lekarskie i jedna świetlica. W „szkole parkowej” zainstalowano dzwonki elektryczne oraz – w jako pierwszej szkole w Polsce – zastosowano ogrzewanie gazowe. Do czasów współczesnych zachowała się oryginalna stolarka drzwiowa oraz – częściowo – okienna.
Wokół budynku znajduje się uporządkowane otoczenie z boiskami i ogródkiem szkolnym od strony tylnej oraz trawnikami i murkami z cegły klinkierowej z metalowymi listwami przed frontonem. Przed najmniejszym, środkowym wejściem ustawiony ceglany postument z zegarem.
W okresie międzywojennym, jako najnowocześniejszy budynek szkolny w kraju, był celem wielu delegacji, budził powszechne uznanie; nawet ze strony prasy niemieckiej.

## Galeria

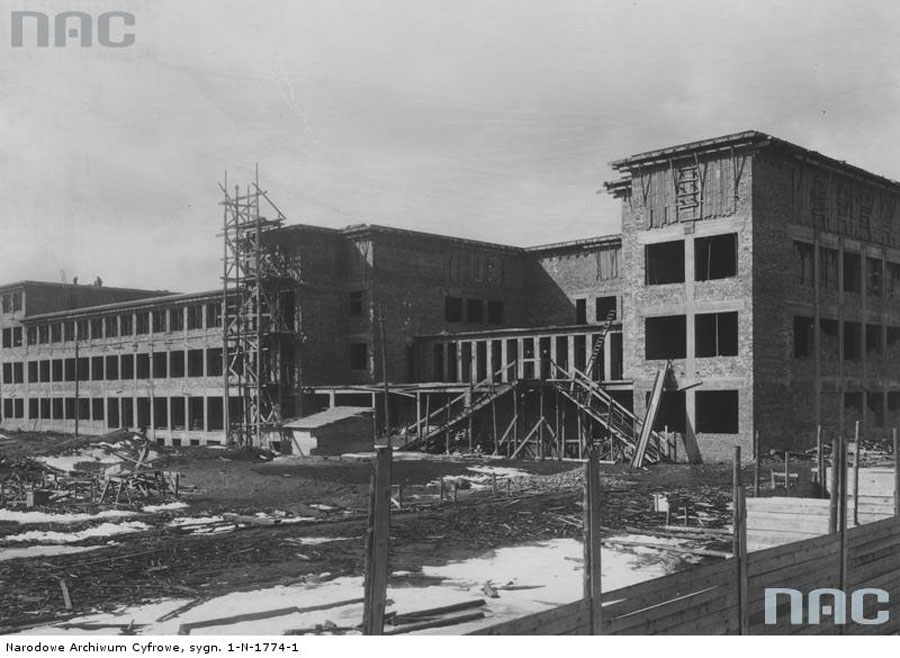
Budowa szkoły – widok od strony boisk
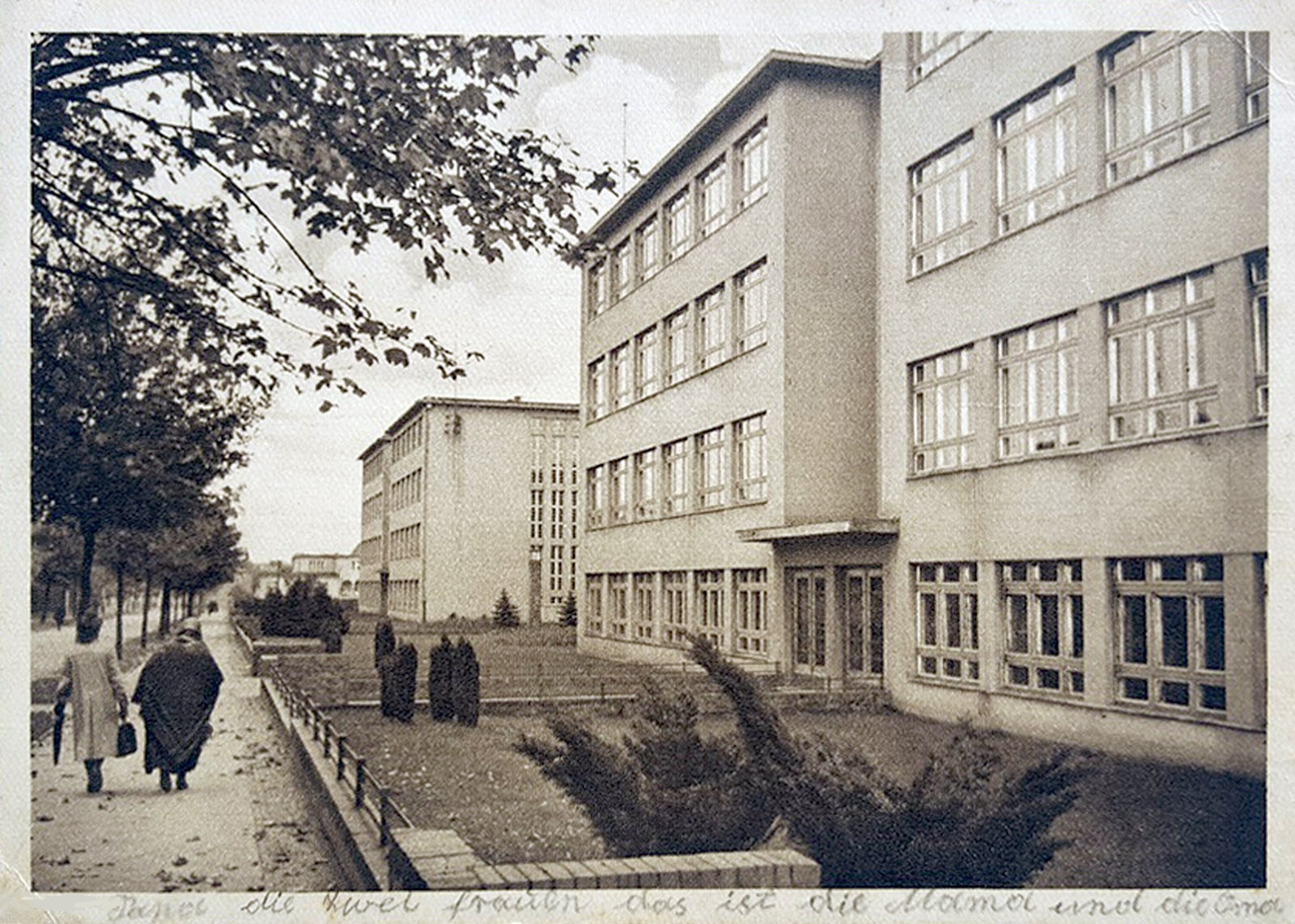
Otoczenie szkoły przed głównymi wejściami
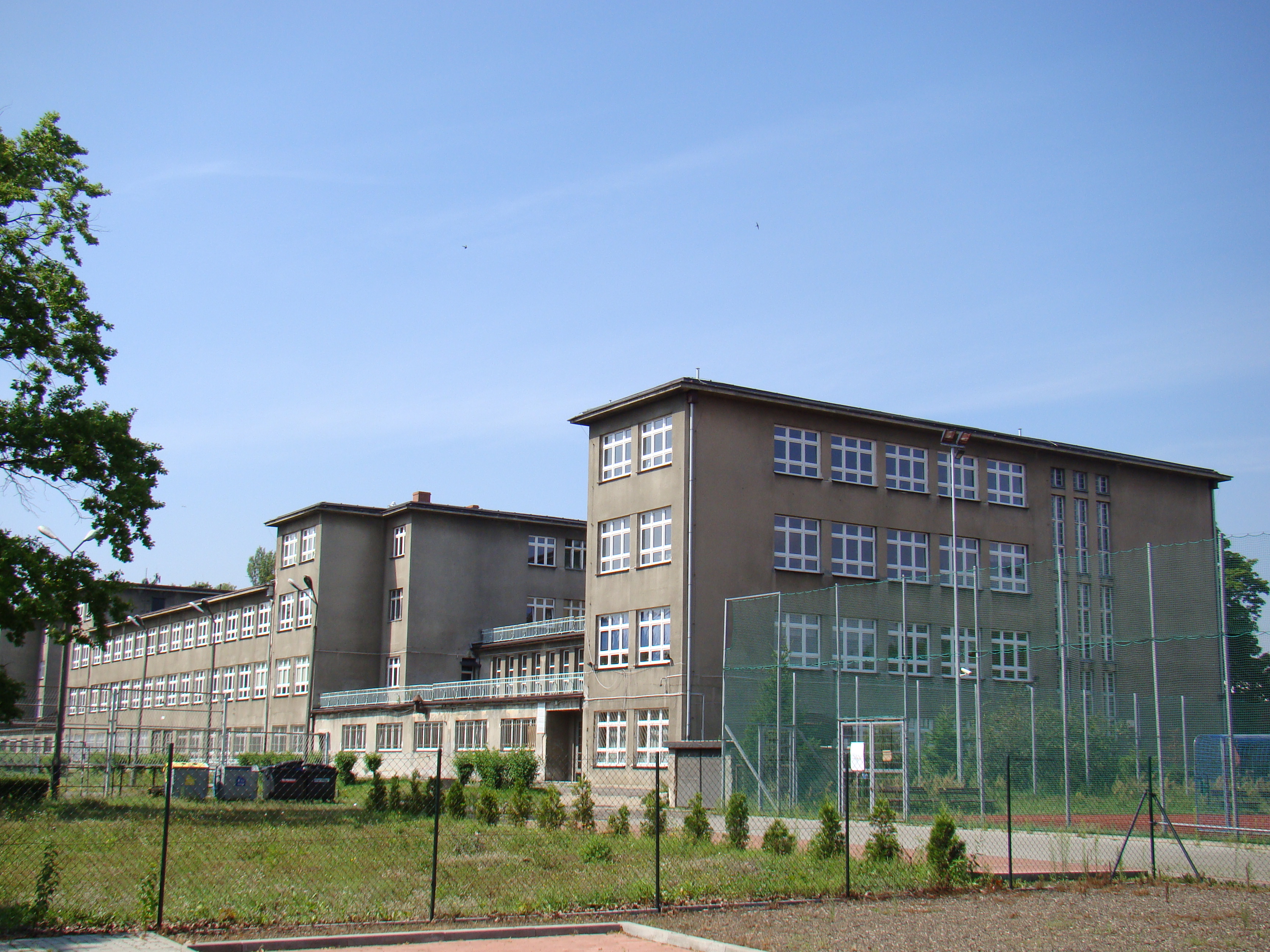
Elewacja tylna (od strony boisk)
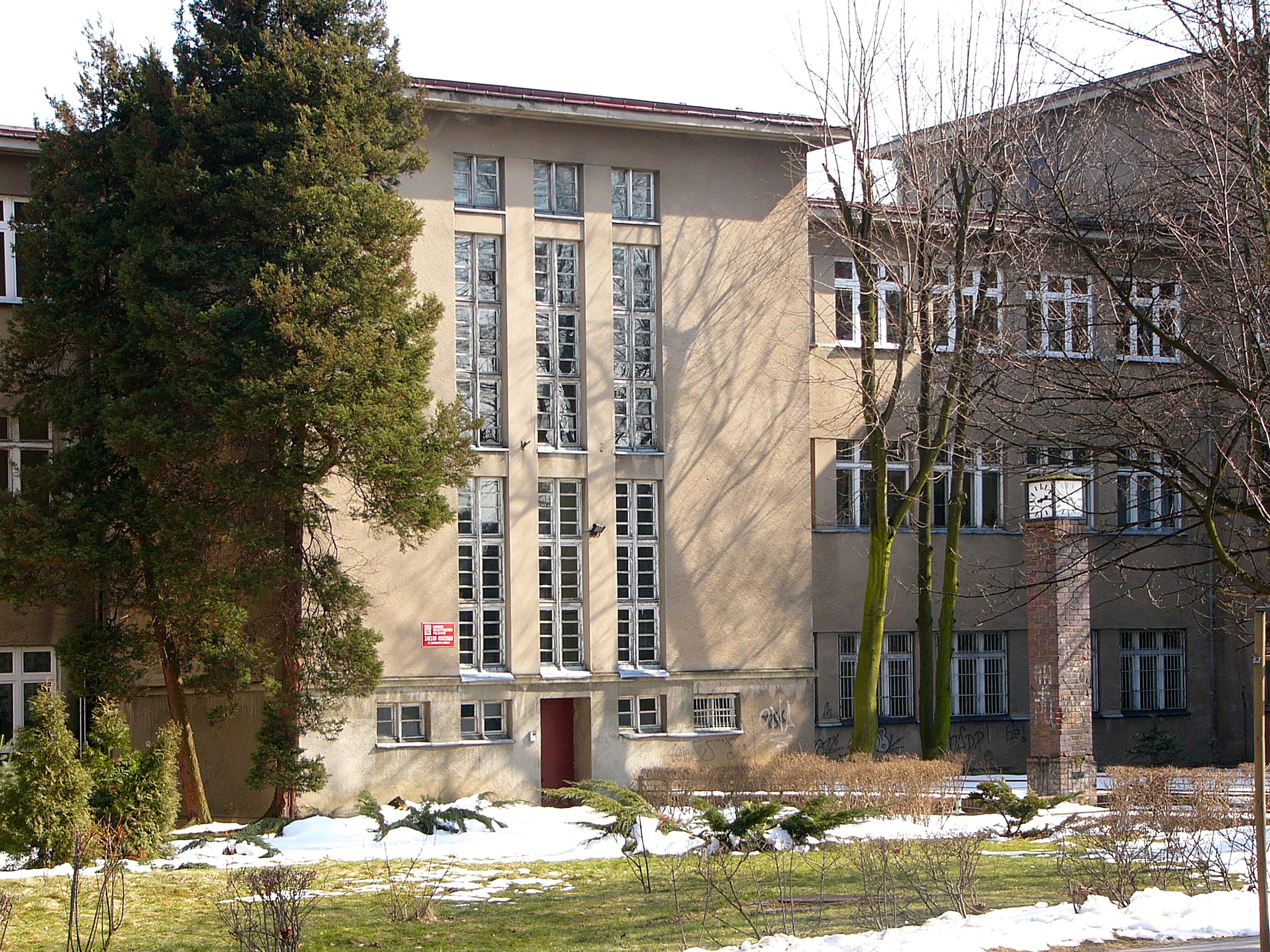
Środkowa, cofnięta część budynku z zegarem
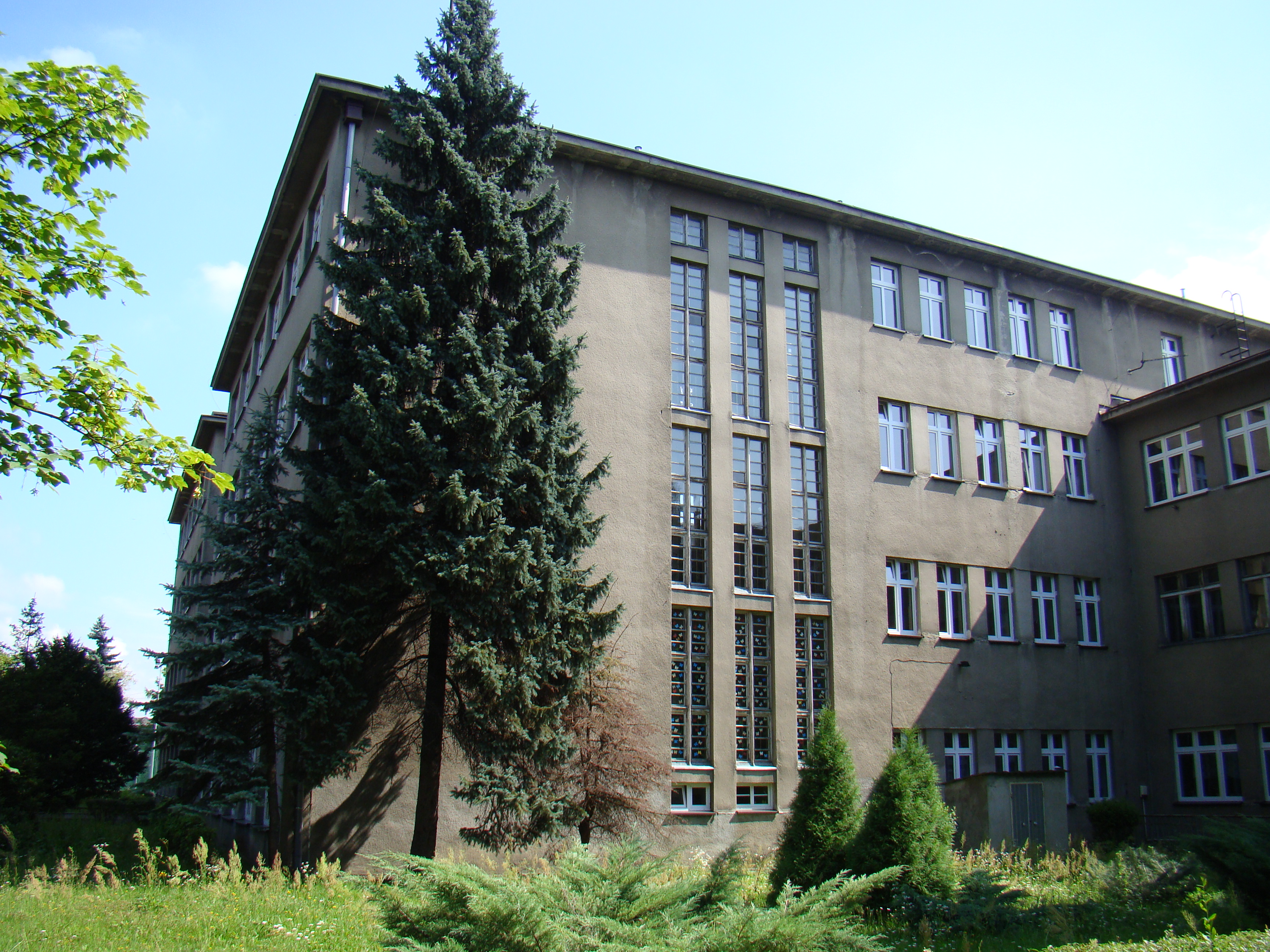
Fragment elewacji północnego bloku szkoły z klatką schodową za pionowym pasem okien